# Philodendron roezlii
Philodendron roezlii là một loài thực vật có hoa trong họ Ráy (Araceae). Loài này được W.Bull miêu tả khoa học đầu tiên năm 1872.